# Montauriol (Lot-et-Garonne)
Montauriol település Franciaországban, Lot-et-Garonne megyében. Lakosainak száma 222 fő (2022. január 1.). Montauriol Castillonnès, Douzains, Lougratte, Saint-Maurice-de-Lestapel és Sérignac-Péboudou községekkel határos.

## Népesség
A település népességének változása:
| Lakosok száma | 264  | 246  | 227  | 215  | 184  | 179  | 173  | 166  | 185  | 222  |
|               | 1968 | 1982 | 1990 | 2006 | 2013 | 2015 | 2017 | 2019 | 2020 | 2022 |